# Liste du patrimoine culturel immatériel de l'humanité en Égypte
Cet article recense les pratiques inscrites au patrimoine culturel immatériel en Égypte.

## Statistiques
L'Égypte ratifie la convention pour la sauvegarde du patrimoine culturel immatériel le 3 août 2005. La première pratique protégée est inscrite en 2008.
En 2024, l'Égypte compte 10 éléments inscrits au patrimoine culturel immatériel, 8 sur la liste représentative et 2 sur la liste du patrimoine immatériel nécessitant une sauvegarde urgente.

## Listes

### Liste représentative
Les éléments suivants sont inscrits sur la liste représentative du patrimoine culturel immatériel de l'humanité.
| Élément                                                                                     | Type | Subdivision | Année | Lien  | Notes | Illus. |
| ------------------------------------------------------------------------------------------- | --- | ----------- | ----- | ----- | --- | ------ |
| L'épopée Al-Sirah al-Hilaliyyah                                                             | traditions et expressions orales                                                                          |             | 2008  | 00075 | |        |
| Le tahteeb, jeu du bâton                                                                    | arts du spectacle                                                                                         |             | 2016  | 01189 | |        |
| Les connaissances, savoir-faire, traditions et pratiques associés au palmier dattier        | connaissances et pratiques concernant la nature et l'univers savoir-faire liés à l'artisanat traditionnel |             | 2019  | 01509 | Partagé avec l'Arabie saoudite, Bahreïn, les Émirats arabes unis, l'Irak, la Jordanie, le Koweït, le Maroc, la Mauritanie, Oman, la Palestine, le Qatar, le Soudan, la Tunisie et le Yémen            |        |
| La calligraphie arabe : connaissances, compétences et pratiques                             | pratiques sociales, rituels et événements festifs savoir-faire liés à l’artisanat traditionnel            |             | 2021  | 01718 | Partagé avec l'Arabie saoudite, l'Algérie, Bahreïn, les Émirats arabes unis, l'Irak, la Jordanie, le Koweït, le Liban, la Mauritanie, le Maroc, Oman, la Palestine, le Soudan, la Tunisie et le Yémen |        |
| Les festivités associées au voyage de la Sainte Famille en Égypte                           | pratiques sociales, rituels et événements festifs                                                         |             | 2022  | 01700 | |        |
| Les arts, savoir-faire et pratiques associés à la gravure sur métaux (or, argent et cuivre) | savoir-faire liés à l'artisanat traditionnel                                                              |             | 2023  | 01951 | Partagé avec l'Algérie, l'Arabie saoudite, l'Irak, le Maroc, la Mauritanie, la Palestine, le Soudan, la Tunisie et le Yémen                                                                           |        |
| La semsemiah : fabrication et pratique musicale de l'instrument                             | arts du spectacle savoir-faire liés à l'artisanat traditionnel                                            |             | 2024  | 02119 | Partagé avec l'Arabie saoudite |        |
| Le henné : rituels, esthétique et pratiques sociales                                        | pratiques sociales, rituels et événements festifs savoir-faire liés à l'artisanat traditionnel            |             | 2024  | 02116 | Partagé avec l'Algérie, l'Arabie saoudite, Bahreïn, les Émirats arabes unis, l'Irak, la Jordanie, le Koweït, le Maroc, la Mauritanie, Oman, la Palestine, le Qatar, le Soudan, la Tunisie et le Yémen |        |

### Patrimoine immatériel nécessitant une sauvegarde urgente
L'Égypte compte 2 éléments sur la liste du patrimoine immatériel nécessitant une sauvegarde urgente :
| Élément                                       | Type                                         | Subdivision  | Année | Lien  | Notes | Illus. |
| --------------------------------------------- | -------------------------------------------- | ------------ | ----- | ----- | ----- | ------ |
| Les marionnettes à gaine traditionnelles      | arts du spectacle                            |              | 2018  | 01376 |       |        |
| Le tissage à la main en Haute-Égypte (Sa’eed) | savoir-faire liés à l'artisanat traditionnel | Haute-Égypte | 2020  | 01605 |       |        |

### Registre des meilleures pratiques de sauvegarde
L'Égypte ne compte aucune pratique listée au registre des meilleures pratiques de sauvegarde.